# World Basketball Association 2012
La stagione WBA 2012 fu la nona della World Basketball Association. Parteciparono 6 squadre in un unico girone. Rispetto alla stagione precedente si aggiunsero gli Atlanta Blaze, e i Gastonia Gamers. I Marietta Storm e i Tennessee Tornadoes scomparvero.
Il titolo venne vinto dagli Upstate Heat, che sconfissero in finale i Gwinnett Majic.

## Squadre partecipanti
- Atlanta Blaze
- Conyers C. Kings
- Gastonia Gamers
- Gwinnett Majic
- Rome Gladiators
- Upstate Heat

## Play-off

### Finale
| 28 luglio 2012 | Upstate Heat | 147 – 146 (?, 58-82, ?) | Gwinnett Majic |  |

## Vincitore
| Campione WBA 2012        |
| ------------------------ |
| Upstate Heat (1º titolo) |

## Premi WBA
- WBA Player of the Year: Shawn Morgan, Upstate Heat